# Library of Congress Subject Headings
La Library of Congress subject headings (LCSH) és una llista d'encapçalaments de matèria creada l'any 1898 als Estats Units per catalogar els registres de la Library of Congress, comprèn un tesaurus  (un llenguatge controlat) d'encapçalaments de matèria, per aplicar-ho als registres bibliogràfics. Els encapçalaments de matèria són una part integral del control bibliogràfic, que té per funció -en algunes biblioteques- organitzar i disseminar documents. Els encapçalaments de matèria s'apliquen a qualsevol registre existent en una col·lecció. Facilita als usuaris l'accés als registres del catàleg que pertanyen a una mateixa matèria. Si els usuaris només poguessin cercar per títols i altres camps de descripció, com els autors o els editors, haurien d'esmerçar grans quantitats de temps buscant registres de matèries similars, però indubtablement perdrien molt de temps per la ineficàcia del sistema.

## Un art i una ciència
La classificació d'encapçalaments de matèria són un esforç humà i intel·lectual, on els professionals apliquen descripcions de temes a les seves col·leccions. Òbviament, cada biblioteca pot triar la matèria o categoria que millor s'ajusti als seus continguts, sense estandarditzacions. L'ús estès i l'acceptació de la llista d'encapçalaments facilita l'accés i la recuperació uniforme dels registres de qualsevol biblioteca d'arreu del món que faci servir la mateixa estratègia de cerca que la LCSH, si els encapçalaments aplicats són els correctes. Sovint, però, les decisions al voltant dels encapçalaments poden generar debats i controvèrsia entre els bibliotecaris.
Malgrat que la LCSH és molt àmplia, no sempre resulta ideal o aplicable per a totes les biblioteques. Per tractar aquests tipus de col·leccions de temàtiques diferents o específiques, s'han creat eines diferents, com per exemple la Music subject headings, centrada en matèries de fons musicals.

## LEMAC
La LEMAC, Llista d'encapçalaments de matèria en català, és una llista construïda amb llenguatge controlat que utilitzen les biblioteques de Catalunya per a la catalogació o indexació temàtica dels seus documents. És una adaptació de la Library of Congress subject headings i la Lista de encabezamientos de materia para bibliotecas.
Els registres es poden visualitzar en forma de tesaurus i en format MARC. La introducció constant de termes nous i la necessitat de revisar i actualitzar els encapçalaments ja existents fan de la LEMAC un organisme viu en un procés de transformació i canvi constant. Les actualitzacions del contingut de la base de dades s'efectua quinzenalment.